# Ante (Aisne)
Die Ante ist ein Fluss in Frankreich, der im Département Marne in der Region Grand Est verläuft. Sie entspringt im Gemeindegebiet von Noirlieu und entwässert im Oberlauf in östlicher Richtung. Bei Givry-en-Argonne wendet sie sich nach Norden, folgt dem Westrand des Argonner Waldes und mündet nach insgesamt rund 26 Kilometern an der Gemeindegrenze zwischen Verrières und Châtrices als linker Nebenfluss in die Aisne.

## Orte am Fluss
- Noirlieu
- Givry-en-Argonne
- La Neuville-aux-Bois
- Le Vieil-Dampierre
- Ort Ante (Gemeinde Sivry-Ante)